# کلی ویلی
کلی ویلی (انگلیسی: Kelly Willie؛ زادهٔ ۷ سپتامبر ۱۹۸۲) دونده اهل ایالات متحده آمریکا است.
وی در مسابقات کشوری و بین‌المللی در مجموع برندهٔ ۲ مدال طلا شده‌است.